# Maják Stiff
Maják Stiff (francouzsky Phare du Stiff) je činný maják postavený v roce 1695 na vrcholu útesu na severním konci ostrova Ouessant v Atlantském oceánu poblíž západního pobřeží Bretaně v departementu Finistère ve Francii. Od 12. července 2011 je maják zapsán na seznamu francouzských historických památek. V roce 1699 se Sébastien Le Prestre de Vauban rozhodl postavit maják na mysu Stiff – nejvyšším bodě ostrova Ouessant. Věž byla realizována jako dvojitá pro lepší identifikaci z moře. Maják Stiff je po majáku Cordouanu druhým nejstarším majákem ve Francii a má dosvit přibližně 24 nm (přibližně 44,5 km).

## Historie
Maják byl postaven na příkaz vrchního vojenského inženýra Ludvíka XIV. markýze de Vaubana. Architektem byl inženýr Seignelay. Postaven byl inženýrem Molardem v roce 1695 (do roku 1699 stála pouze jedna věž) a rozsvícen v roce 1700. Až do roku 1820, kdy byla instalována první lucerna s českým sklem a s Argandovými lampami, byl používán otevřený oheň. Jako palivo sloužilo dřevěné uhlí a od roku 1820 směs rybího a řepkového oleje, od roku 1889 petrolej. V roce 1831 byla přidána současná lucerna a jedna z prvních velkých Fresnelových čoček. V roce 1957 byl maják elektrifikován. Strážci na majáku pracovali až do roku 1993. Maják je automatizován a dálkově řízem z majáku Créac'h. V letech 2013–2014 byl maják rekonstruován podle projektu Marie-Suzanne de Ponthaud, hlavní architektky Monuments Historiques.

## Popis
Maják Stiff slouží k orientaci námořníků připlouvajících z otevřeného moře nebo ze severní Finistère a také těch, kteří míří na Ushant. Maják se skládá ze dvou přilehlých zkosených kuželovitých žulových věží směřujících od severovýchodu k jihovýchodu. Věže jsou ukončeny ochozy a lucernou. V lucerně byla instalována Fresnelova čočka 1. řádu z roku 1863, která byla dovezena v roce 1888 z majáku Créac'h. V jihovýchodní, která je větší a v níž se nacházela ubytovna strážců a sklady, je na přistavěném čtyřmetrovém podstavci z neomítaného kamene umístěna lucerna a výkonnější čočka z roku 1926. Užší severovýchodní věž obsahuje točité schodiště a je zakončena polokulovitou kopulí. Věže jsou natřeny bílou barvou, lucerna je černá. U majáku stojí dva jednopatrové domky strážců majáku.
Pro návštěvníky je maják přístupný v červenci a srpnu.

## Data
- Charakteristika: Fl(2) R 20s (dva záblesky červeného světla v intervalu 20 sekund)[7]
- Výška světelného zdroje: 89,10 m n. m.[3]
- Výška věže (s lucernou): 32,40 m[3]
- Optika: čtyř panelová otočná čočka s lampou 250 W, ohnisková vzdálenost je 0,7 m (odpovídá  Fresnelově čočce 2. řádu)
- Dosvit: 22 nm[7]

### Označení
- ARLHS FRA-036;[8]
- Admiralty: A1842;[5]

- NGA: 0016.[7]